# Hontianske Tesáre
Hontianske Tesáre és un poble i municipi d'Eslovàquia. Es troba a la regió de Banská Bystrica.

## Història
La primera menció escrita de la vila es remunta al 1279.

## Demografia
| Godina             | 1994 | 2004   | 2014   | 2024   |
| ------------------ | ---- | ------ | ------ | ------ |
| Nombre de persones | 818  | 899    | 940    | 868    |
| Diferència         |      | +9,90% | +4,56% | −7,65% |

| Godina             | 2023 | 2024   |
| ------------------ | ---- | ------ |
| Nombre de persones | 871  | 868    |
| Diferència         |      | −0,34% |